# Paseo de la fama de Almería

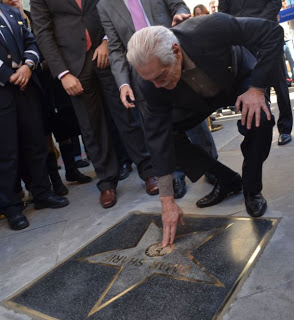
El actor Omar Sharif en la inauguración de su estrella en 2012.

El paseo de la fama de Almería es un tramo de la calle Poeta Villaespesa de Almería (España), junto al Teatro Cervantes, en el que se rinde homenaje a los actores y cineastas más destacados que han trabajado en la provincia homónima, equivalente al paseo de la fama de Hollywood en Hollywood Boulevard.

## Fundación
Este paseo de la fama fue creado por idea del Ayuntamiento de Almería, que vio esta oportunidad como una forma de promocionar su festival cinematográfico Almería en Corto. Su inauguración fue el 11 de abril de 2012, cuando se instaló la primera estrella, dedicada a Eduardo Fajardo. En el acto estuvo presente el mismo actor y el alcalde de la ciudad, Luis Rogelio Rodríguez-Comendador Pérez.
El proyecto de Cine, entre ellos lA PARTE Del Paseo-Bulevar de la Estrellas es obra de José Enrique Martínez Moya, profesor, escritor e investigador cinematográfico que lo regaló al ayuntamiento en 2006. Se ejecutó en 2008 y se presentó en FITUR 2011.

## Las estrellas
Las estrellas que se dedican a cada uno de los artistas homenajeados son fabricadas enteramente en Almería. Se utilizan para ello granito de color gris oscuro para la zona exterior y gris claro para la interior, bronce macizo de un espesor de 15 mm y 30 mm de profundidad para el contorno de las estrellas y el perímetro de la baldosa, y de nuevo bronce macizo de 10 de espesor para la tipografía y el diseño del sol de Portocarrero. El resultado es una baldosa cuadrada de 85 cm de lado y 7 cm de profundidad, con un peso total de 116 kilogramos.

## Artistas
| Artista               | Fecha de entrega        | Rodajes en Almería                                                                             | Referencias          | Imagen |
| --------------------- | ----------------------- | ---------------------------------------------------------------------------------------------- | -------------------- | ------ |
| Eduardo Fajardo       | 11 de abril de 2012     | El Séptimo de Caballería (1956) y Django (1966).                                               | [ 1 ]                |        |
| Omar Sharif           | 4 de diciembre de 2012  | Lawrence de Arabia (1962).                                                                     | [ 2 ]                |        |
| Ridley Scott          | 13 de noviembre de 2013 | Exodus: Gods and Kings (2014).                                                                 | [ 3 ]                |        |
| Denis O'Dell          | 3 de diciembre de 2013  | Cómo gané la guerra (1967).                                                                    | [ 4 ]                |        |
| Max von Sydow         | 5 de diciembre de 2013  | Marchar o morir (1977).                                                                        | [ 5 ]                |        |
| Arnold Schwarzenegger | 29 de octubre de 2014   | Conan el Bárbaro (1982).                                                                       | [ 6 ] [ 7 ]          |        |
| Kevin Reynolds        | 12 de noviembre de 2014 | Risen (2016).                                                                                  | [ 8 ]                |        |
| Joseph Fiennes        | 12 de noviembre de 2014 | Risen (2016).                                                                                  | [ 8 ]                |        |
| Terry Gilliam         | 3 de diciembre de 2014  | Las aventuras del barón Munchausen (1988).                                                     | [ 9 ]                |        |
| Patrick Wayne         | 1 de diciembre de 2015  | La quebrada del diablo (1971), Simbad y el ojo del tigre (1977) y Esos locos cuatreros (1985). | [ 10 ]               |        |
| Ángela Molina         | 6 de diciembre de 2015  | Las cosas del querer (1989), El hombre que perdió su sombra (1991) y Punto de mira (2000).     | [ 11 ]               |        |
| Catherine Deneuve     | 13 de noviembre de 2016 | Marchar o morir (1977).                                                                        | [ 12 ]               |        |
| José Coronado         | 19 de noviembre de 2016 | La vuelta de El Coyote (1998) y Poniente (2002).                                               | [ 13 ] [ 14 ] [ 15 ] |        |
| Brian De Palma        | 16 de julio de 2017     | Domino (2019).                                                                                 | [ 16 ]               |        |
| Álex de la Iglesia    | 17 de noviembre de 2017 | 800 balas (2002).                                                                              | [ 17 ]               |        |
| Sophia Loren          | 18 de noviembre de 2017 | Bianco, rosso e... (1972).                                                                     | [ 18 ]               |        |
| Blake Lively          | 9 de julio de 2018      | The Rhythm Section (2020).                                                                     | [ 19 ]               |        |
| Luis Tosar            | 17 de noviembre de 2018 | Los fenómenos (2014), El niño (2014) y Toro (2016).                                            | [ 20 ]               |        |
| Alison Doody          | 21 de noviembre de 2018 | Indiana Jones y la última cruzada (1989).                                                      | [ 21 ]               |        |
| Bo Derek              | 24 de noviembre de 2018 | Reina de espadas (2000).                                                                       | [ 22 ]               |        |
| Jorge Sanz            | 16 de noviembre de 2019 | Conan el Bárbaro (1982) y Vivir es fácil con los ojos cerrados (2013).                         | [ 23 ]               |        |
| Victoria Abril        | 23 de noviembre de 2019 | Yendo hacia ti (1981).                                                                         | [ 24 ]               |        |
| Manuel Martín Cuenca  | 18 de noviembre de 2020 | Primer almeriense en recibir la estrella.                                                      | [ 25 ]               |        |
| Antonio de la Torre   | 19 de noviembre de 2020 | Poniente (2002).                                                                               | [ 26 ]               |        |
| Javier Cámara         | 21 de noviembre de 2020 | Vivir es fácil con los ojos cerrados (2013).                                                   | [ 27 ]               |        |
| Iain Glen             | 27 de noviembre de 2021 | Game of Thrones (2015).                                                                        | [ 28 ]               |        |
| Aitana Sánchez-Gijón  | 18 de noviembre de 2022 | El pájaro de la felicidad (1992).                                                              | [ 29 ]               |        |
| Elena Anaya           | 23 de noviembre de 2022 | El árbol del penitente (1998) y Lejos del mar (2012).                                          | [ 29 ]               |        |
| María de Medeiros     | 26 de noviembre de 2022 | Honolulu Baby (2000).                                                                          | [ 29 ]               |        |
| Nathalie Poza         | 17 de noviembre de 2023 | No sé decir adiós (2017) y La unidad: Kabul (2023).                                            |                      |        |
| Álvaro Morte          | 24 de noviembre de 2023 | La casa de papel (2019).                                                                       |                      |        |
| Verónica Sánchez      | 22 de noviembre de 2024 | Sky Rojo (2021-2023).                                                                          |                      |        |
| Karra Elejalde        | 23 de noviembre de 2024 | Año mariano (2000).                                                                            |                      |        |

## Estrellas propuestas
- El actor estadounidense Christian Bale rechazó recibir una estrella por la película Exodus debido a que está concentrado en su trabajo.[30] Se la entregaron, sin embargo, a Ridley Scott.[31]
- El actor estadounidense Aaron Paul demostró tener mucho cariño a la ciudad,[32] y aunque se confirmó que recibiría una estrella por su participación en Exodus,[33] el homenaje no se produjo.[34]
- En 2013 el ayuntamiento intentó que Clint Eastwood tuviese esta distinción con motivo de un anuncio del regreso del actor a esta provincia andaluza.[35]
- El actor danés Nikolaj Coster-Waldau recibirá próximamente una estrella por la película Domino.[36][37]